# Mantua (Utah)
Pour les articles homonymes, voir Mantua.
Mantua (en anglais [ˈmænəweɪ]) est une municipalité américaine située dans le comté de Box Elder en Utah. Lors du recensement de 2010, sa population est de 687 habitants.

## Géographie
Selon le Bureau du recensement des États-Unis, la municipalité s'étend en 2010 sur une superficie de 5,59 milles carrés (14,48 km2), dont 0,79 mille carré (2,05 km2) d'étendues d'eau.

## Histoire
La localité est fondée en 1863 par un groupe de mormons danois. Elle est successivement appelée Little Valley, Flaxville, Copenhagen et Geneva. Elle est finalement renommée Mantua, en référence à la ville natale du président de l'église mormone Lorenzo Snow. Elle fait partie de Brigham City jusqu'en 1911, lorsqu'elle devient une municipalité indépendante.

## Démographie
| Groupe            | Mantua | Utah | États-Unis |
| ----------------- | ------ | ---- | ---------- |
| Blancs            | 94,8   | 86,1 | 72,4       |
| Métis             | 2,0    | 2,7  | 2,9        |
| Asiatiques        | 2,0    | 2,0  | 4,8        |
| Amérindiens       | 0,6    | 1,2  | 0,9        |
| Autres            | 0,4    | 6,9  | 6,4        |
| Afro-Américains   | 0,2    | 1,1  | 12,6       |
| Total             | 100    | 100  | 100        |
|                   |        |      |            |
| Latino-Américains | 2,5    | 13,0 | 16,7       |

Selon l'American Community Survey pour la période 2010-2014, 92,59 % de la population âgée de plus de 5 ans déclare parler l'anglais à la maison, 3,79 % déclare parler l'espagnol, 2,21 % le navajo et 1,42 % une autre langue.